# Huaylas (provincie)
Huaylas is een provincie in de regio Ancash in Peru. De provincie heeft een oppervlakte van 2.293 km² en telt 56.428 inwoners (2015). De hoofdplaats van de provincie is het district Caraz.

## Bestuurlijke indeling
De provincie is verdeeld in tien districten, UBIGEO tussen haakjes:
- (021201) Caraz, hoofdplaats van de provincie
- (021202) Huallanca
- (021203) Huata
- (021204) Huaylas
- (021205) Mato
- (021206) Pamparomas
- (021207) Pueblo Libre
- (021208) Santa Cruz
- (021209) Santo Toribio
- (021210) Yuracmarca

Aija · Antonio Raimondi · Asunción · Bolognesi · Carhuaz · Carlos Fermín · Casma · Corongo · Huaraz · Huari · Huarmey · Huaylas · Mariscal Luzuriaga · Ocros · Pallasca · Pomabamba · Recuay · Santa · Sihuas · Yungay